# 国道400号

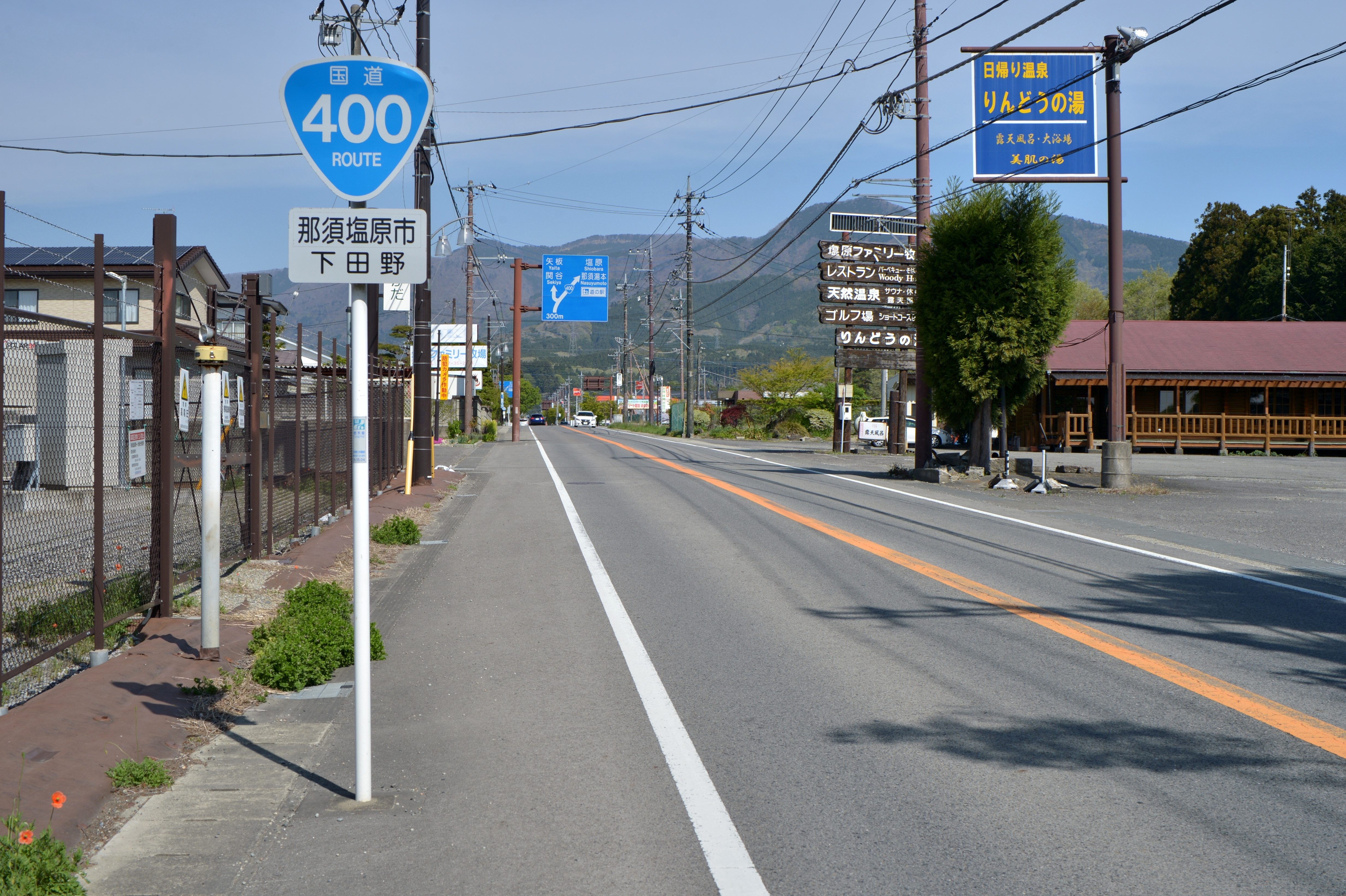
国道400号（栃木県那須塩原市下田野、2019年5月）

国道400号（こくどう400ごう）は、茨城県水戸市から福島県耶麻郡西会津町に至る一般国道である。単独区間の起点は栃木県大田原市の佐良土交差点である。茨城県区間はすべて国道118号、国道293号との重複区間である。

## 概要
起点である茨城県内では全区間が他路線重複である。国道121号と重複する区間は、会津西街道（下野街道、あるいは日光街道とも）である。栃木県内の区間は主に黒羽街道、塩原街道と呼ばれているが、バイパス開通によりかつての街道と現在の国道としてのルートが一致しない区間も増えている。

### 路線データ
一般国道の路線を指定する政令に基づく起終点および重要な経過地は次のとおり。
- 起点：水戸市（中央郵便局前交差点 = 国道50号交点）
- 終点：福島県耶麻郡西会津町（黒沢入口交差点 = 国道49号交点）
- 重要な経過地：茨城県那珂郡大宮町[注釈 3]、栃木県那須郡小川町[注釈 4]、同郡湯津上村[注釈 5]、大田原市、同郡西那須野町[注釈 6]、同県塩谷郡藤原町[注釈 7]、福島県南会津郡田島町[注釈 8]、同県大沼郡昭和村、同郡金山町、同郡三島町
- 総延長 : 226.7 km（福島県 97.3 km、茨城県 51.7 km、栃木県 77.8 km）重用延長を含む。[2][注釈 9]
- 重用延長 : 110.4 km（福島県 33.6 km、茨城県 51.7 km、栃木県 25.1 km）[2][注釈 9]
- 未供用延長 : なし[2][注釈 9]
- 実延長 : 116.3 km（福島県 63.7 km、茨城県 - km、栃木県 52.6 km）[2][注釈 9]
  - 現道 : 111.5 km（福島県 62.2 km、茨城県 - km、栃木県 49.3 km）[2][注釈 9]
  - 旧道 : 3.4 km（福島県 - km、茨城県 - km、栃木県 3.4 km）[2][注釈 9]
  - 新道 : 1.5 km（福島県 1.5 km、茨城県 - km、栃木県 - km）[2][注釈 9]
- 指定区間：なし[3]

## 歴史
- 1982年（昭和57年）4月1日 - 一般国道400号（水戸市 - 福島県耶麻郡西会津町）として指定施行[4]。
  - 茨城県区間（水戸市三の丸 - 那珂郡美和村（県境）間の延長50.63 km（全線重用）を道路区域に決定[5]。
- 2022年（令和4年）3月26日 - 下塩原バイパスが全線開通[6]。
- 2022年（令和4年）3月30日 - 三島工区 (620 m) が供用開始[7]。

## 路線状況

### バイパス
国道118号・国道293号および国道294号との重複区間はそれぞれの記事を参照。
大田原西那須野バイパス
栃木県大田原市と那須塩原市西那須野地区（旧西那須野町）を現道の南側を迂回する形で建設されたバイパスである。那須塩原市の国道4号と交差する西三島交差点から大田原市の国道461号と交差する美原交差点までの全長約5 kmで1989年に着工、2009年3月21日に全線開通した。片側2車線で開通し、総工費は約137億円。大田原市の美原地区には、東武宇都宮百貨店大田原店やヨークベニマルなどの郊外型商業施設の集積が進んでいる。
関谷バイパス
栃木県那須塩原市下田野と関谷間約1.6 kmにわたる。2000年2月開通。
下塩原バイパス
栃木県那須塩原市関谷と下塩原間の3.6 kmにわたる。2011年9月29日に1期区間、2022年3月26日に2期区間が開通し全通した。当初はこのほかに3期区間1.0 kmも計画されていたが、事業休止となっている。
青葉通り
1995年に開通した、塩原温泉郷のエリア南側をバイパスする道路。開通当時は塩原町道（のち那須塩原市道）であった。もみじライン方面には繋がっていたが、国道400号上塩原方面には直結しておらず、バイパス道路として十分機能を果たせない状況が続いていた。中塩原バイパス開通によりこの状態が解消され、合わせて旧道である塩原街道側が国道の指定を外れると当時に青葉通りが国道400号本線に組み込まれた。
中塩原バイパス
栃木県那須塩原市中塩原と上塩原間の1.6 kmにわたる。幅員狭小で屈曲部が多く、歩行設備も不十分であった現道を南側に迂回している。片側1車線で総事業費は22億円。2011年9月29日に全線開通した。
田島バイパス
南会津町〜昭和村にかけての舟鼻峠前後の狭小区間をバイパスするための道路で、2009年に全線開通した。田島市街地内をバイパスする田島バイパス (国道289号)とは別の道路である。
杉峠バイパス
三島町-柳津町・西会津町境の杉峠にある幅員狭小区間の解消と磐越自動車道西会津インターチェンジのアクセス改善のために1990年（平成2年）度事業化、翌年度工事開始された。現在までに三島方1.6 km（名入工区）と西会津方0.3 km（上牛尾工区の一部）が部分供用されている。計画当初、峠は1.7 kmの長大トンネルで通過するとされていたが、その後の地質調査で軟弱地盤であることが分かり、そのままでは莫大な費用がかかるため見直され、現道を修繕して使用することになった。

### 重複区間

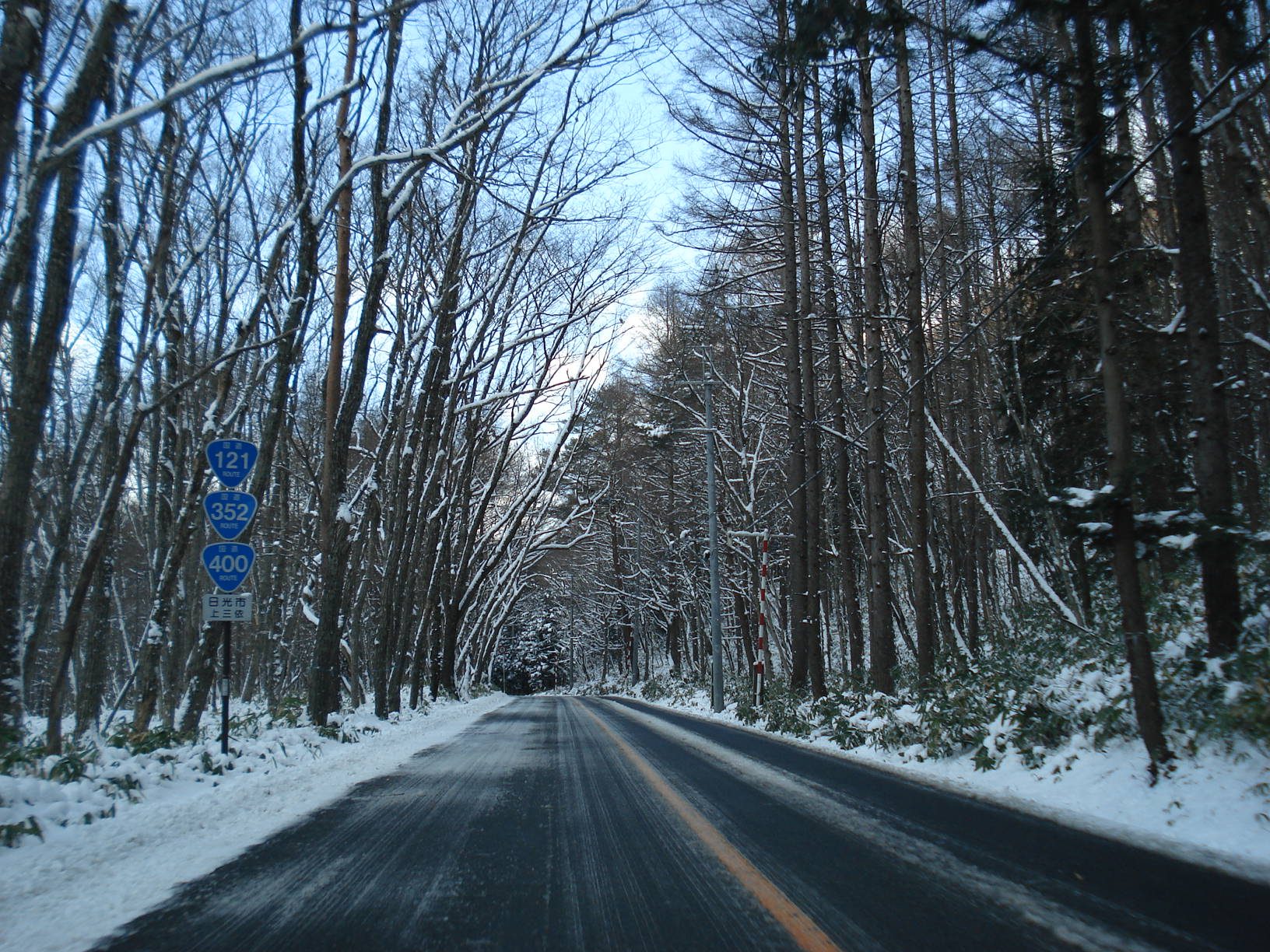
国道121号・国道352号・国道400号の3連重複区間（栃木県日光市上三依、2007年12月撮影）

福島県と栃木県の県境をまたぐ区間は、国道121号・352号・400号の3連重複区間で、この区間の道路わきには国内でも珍しく、3路線分だけ縦に3つ連なる国道標識が立ち並ぶ。
- 国道118号（水戸市中央郵便局前交差点 - 常陸大宮市東富交差点）
- 国道349号（水戸市五軒町一丁目 - 水戸市気象台下交差点）
- 国道293号（常陸大宮市東富交差点 - 那珂川町若鮎大橋西交差点）
- 国道294号（那珂川町若鮎大橋西交差点 - 大田原市佐良土交差点）
- 国道461号（大田原市金燈籠交差点 - 美原交差点）
- 国道352号（日光市上三依ひのえ屋前 - 南会津町早坂交差点）
- 国道121号（日光市上三依ひのえ屋前 - 南会津町鎌倉崎交差点）
- 国道289号（南会津町 鎌倉崎交差点 - 風下交差点）
- 国道401号（昭和村喰丸交差点 - 佐倉交差点）
- 国道252号（金山町会津川口駅前 - 三島町高清水交差点）

### 道路施設

#### トンネル
- がま石トンネル（栃木県那須塩原市）

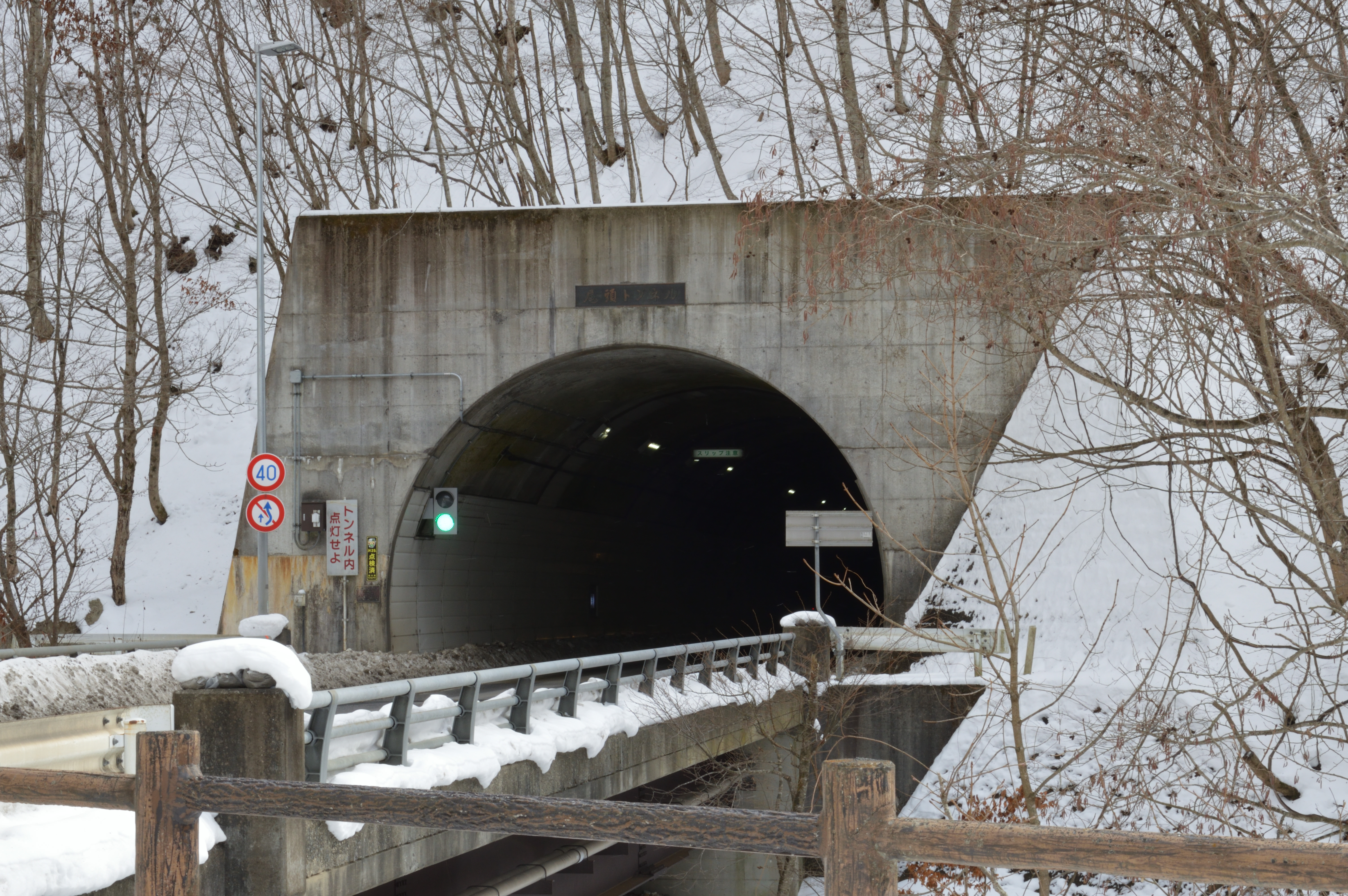
尾頭トンネル上三依ポータル（日光市上三依　2019年）

- 尾頭トンネル（那須塩原市 - 日光市、延長1,782 m）
- 高野トンネル（福島県南会津郡南会津町、延長323 m）
- 積入山トンネル（南会津郡南会津町 - 下郷町、延長1,579 m）
- 舟鼻トンネル（南会津郡下郷町 - 大沼郡昭和村）
  - 全長：625.0m
  - 6.0（8.5）m
  - 有効高：4.7m
  - 工法：NATM工法（ショートベンチカット工法）
  - 施工：西部・谷ヶ城・佐久間建設工事共同企業体
  - 竣工：1992年10月

急カーブと急勾配の続く従来の舟鼻峠の改良事業である舟鼻工区（全長1700m）の建設に伴い、国道改良事業として1986年10月25日に起工された。1990年10月1日に貫通し、1992年10月26日に開通した。総工費は14億5500万円。

#### 橋梁
福島県
- 高野大橋（南会津郡南会津町 高野川）
- 浅布大橋（南会津郡南会津町）
- 綱木橋（大沼郡金山町 野尻川）
  - 全長：107.874m
    - 主径間：35.7m

  - 幅員：8.0m
  - 形式：3径間連続非合成鋼箱桁橋
  - 竣工：1984年
  - 総事業費：2億9210万円[11]。

1980年度に着工された。1985年11月9日開通。
- 小綱木橋（大沼郡金山町 野尻川）
  - 全長：62.0m
    - 主径間：30.1m

  - 幅員：8.0m
  - 形式：2径間単純PCポストテンションT桁橋
  - 竣工：1984年
  - 総事業費：1億8950万円[11]。

1981年度に着工された。
- 大綱木橋（大沼郡金山町玉梨字綱木 野尻川）
  - 全長：67.5m
    - 主径間：32.960m

  - 幅員：6.0(8.0)m
  - 形式：2径間単純PCポストテンションT桁橋
  - 竣工：1983年

雪崩による交通障害の解消のために1980年度より綱木工区（事業化当初は主要地方道田島金山線改良事業であった）として事業化された橋梁で、1981年度に着工した。総事業費は1億8920万円。
- 赤谷橋
  - 全長：14.3m
  - 幅員：6.5（11.0）m
  - 形式：PC単純プレテン床版桁橋
  - 竣工：2001年度

三島町名入字上赤谷で一級水系阿賀野川水系只見川支流の赤谷川の河口部を渡る。橋上は上下対向2車線で供用され、下り線側に幅員2.5mの歩道が設置されている。1969年に架けられた旧橋梁の幅員狭小対策のため架け替えられた。総工費は2億9700万円
- 出ヶ原観音橋
  - 全長：65.0m
  - 幅員：6.5（12.0）m
  - 形式：鋼単純箱桁橋
  - 竣工：1998年度
- 出ヶ原天神橋
  - 全長：55.0m
  - 幅員：6.5（12.0）m
  - 形式：鋼単純箱桁橋
  - 竣工：1996年度

いずれも耶麻郡西会津町出ヶ原で一級水系阿賀野川水系長谷川を渡る。長谷川右岸側の出ヶ原地区を貫く狭隘区間の解消のための改良事業として長谷川左岸側にバイパス道路を整備するために関連橋梁として建設された。総工費は出ヶ原観音橋が3億1000万円、出ヶ原天神橋が2億9900万円。

#### 道の駅
- 茨城県
  - みわ（常陸大宮市）
- 栃木県
  - ばとう（那珂川町）
  - 那須野が原博物館（那須塩原市）
  - 湯の香しおばら（那須塩原市）
- 福島県
  - たじま（南会津町）
  - からむし織の里しょうわ（昭和村）

### 交通量
平日24時間交通量（平成17年度道路交通センサス）
- 那須塩原市塩原福渡1164-4 : 10,407

## 地理

### 通過する自治体
- 茨城県
  - 水戸市 - 那珂市 - 常陸大宮市
- 栃木県
  - 那須郡那珂川町 - 大田原市 - 那須塩原市 - 日光市
- 福島県
  - 南会津郡南会津町 - 南会津郡下郷町 - 大沼郡昭和村 - 大沼郡金山町 - 大沼郡三島町 - 河沼郡柳津町 - 耶麻郡西会津町

### 交差する道路
- 国道293号（那珂川町小川）
- 国道294号（大田原市 佐良土）

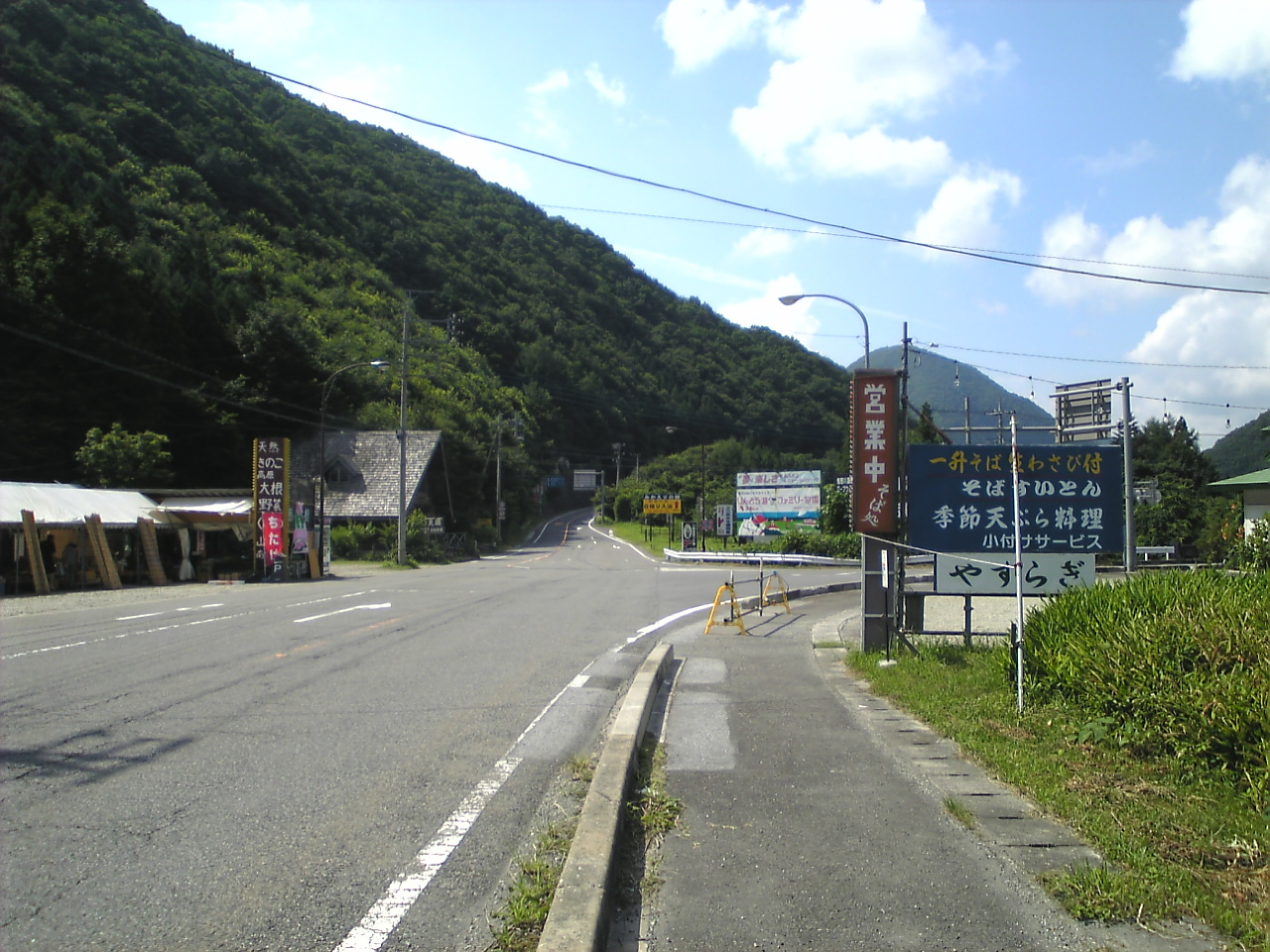
国道121号との交点・手前側が重複区間
（栃木県日光市上三依、2010年8月撮影）

- 栃木県道343号蛭畑須佐木線（大田原市 蛭畑）
- 栃木県道167号蛭田喜連川線（大田原市 蛭田）
- ライスライン（大田原市 鹿畑）
- 栃木県道170号親園南金丸線（大田原市）
- 国道461号（大田原市 金燈籠交差点）
- 栃木県道53号大田原高林線（同上）
- 栃木県道48号大田原氏家線（大田原市 神明町交差点）
- 国道4号（那須塩原市 西三島交差点）
- 国道4号（那須塩原市 三島交差点）
- 栃木県道55号西那須野那須線（那須塩原市 上赤田）
- 東北自動車道 西那須野塩原インターチェンジ（那須塩原市）
- 栃木県道308号那須野が原公園線（那須塩原市）
- 栃木県道30号矢板那須線（那須塩原市）
- 栃木県道56号下塩原矢板線（那須塩原市）
- 栃木県道19号藤原塩原線（日塩もみじライン）（那須塩原市）
- 栃木県道266号中塩原板室那須線（那須塩原市）
- 国道121号・国道352号（日光市上三依ひのえ屋前）
- 国道352号（南会津町 早坂交差点）
- 国道121号（南会津町 鎌倉崎交差点）
- 国道289号（南会津町 風下交差点）
- 福島県道346号戸赤栄富線（下郷町）
- 国道401号（昭和村）
- 国道252号（金山町 会津川口駅前）
- 国道252号（三島町 高清水交差点）
- 国道49号（西会津町 黒沢入口交差点）

### 沿線
- 塩原温泉郷 : 塩原ダムから尾頭峠の間に11の温泉地が路村的に連なる。また、秋になると紅葉を見に観光客が訪れる。
- 千本松牧場